# Ivar Johansson
Ivar Johansson (suec: Ivar Valentin Johansson)  (parròquia de Kuddby, 31 de gener de 1903 - Norrköpings S:t Johannes parish, 4 d'agost de 1979) va ser un lluitador suec que combinà la lluita grecoromana i la lluita lliure, sent un dels tres lluitadors que han guanyat medalles d'or olímpiques en ambdues classes. Va competir durant les dècades de 1920 i 1930.
El 1928 va prendre part en els Jocs Olímpics d'Estiu d'Amsterdam, on va quedar eliminat en sèries en la categoria del pes mitjà del programa de lluita grecoromana. Quatre anys més tard, als Jocs de Los Angeles, va disputar dues proves del programa de lluita. En ambdues, el pes mitjà de lluita lliure i el pes wèlter de lluita grecoromana, va guanyar la medalla d'or. Aquest èxit li va valer per ser guardonat amb la Svenska Dagbladets guldmedalj. El 1936, a Berlín, disputà els seus tercers Jocs Olímpics, on guanyà una nova medalla d'or en la categoria del pes mitjà del programa de lluita grecoromana.
En el seu palmarès també destaquen nou medalles al Campionat d'Europa de lluita, entre les edicions de 1929 i 1939, nou d'or, una de plata i una de bronze, entre les dues modalitats de lluita.
El premi Ivars Guldsko s'atorga anualment al millor lluitador suec en record seu.